# Chạy tán loạn

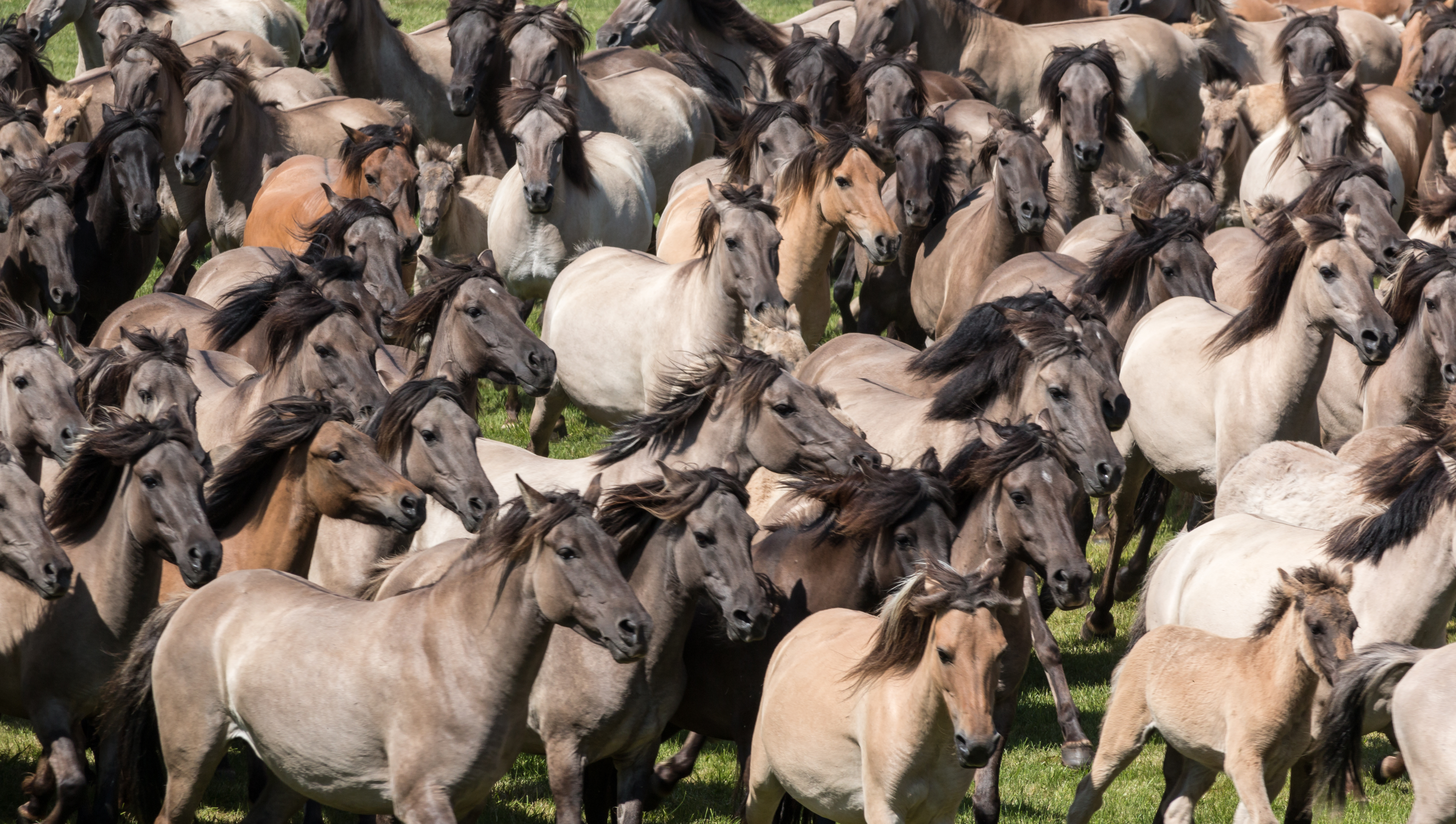
Đàn ngựa hoang chạy tập thể

Chạy tán loạn (tiếng Anh: stampede /stæmˈpiːd/) là hành động thúc đẩy các động vật bầy đàn bắt đầu chạy hàng loạt vô trật tự, một cách hỗn loạn, thường là để cố gắng thoát khỏi một mối đe dọa.
Các loài không phải là người liên quan đến hành vi chạy tập thể bao gồm ngựa vằn, gia súc, voi, linh dương đầu bò xanh, hải mã, ngựa hoang và tê giác.
Một số nguồn phương tiện truyền thông phương tây đề cập đến các tình huống trong đó mọi người bị thương hoặc chết do bị đè nén trong đám đông rất dày đặc là "stampede", nhưng đây là một cách gọi sai; thuật ngữ thích hợp hơn là đám đông chèn ép (crush, hay crowd collapse).

## Bò chạy tán loạn
Bất cứ điều gì bất thường có thể bắt đầu là cho đàn bò chạy tán loạn. Đặc biệt là vào ban đêm, những việc bất thường như thắp một que diêm, ai đó nhảy xuống ngựa, một con ngựa tự lắc, sét đánh, một bụi cỏ bay vào đàn, hay "một con ngựa chạy qua một đàn bò bị đá vào yên ngựa làm yên lọt xuống dưới bụng " là những nguyên nhân gây ra việc chạy tán loạn.
Một cuộc chạy tán loạn lớn thường phá tan mọi thứ trên đường đi của nó. Với đàn bò, cao bồi chăn bò cố gắng điều khiển đàn di chuyển chạy theo vòng tròn thay vì chạy lao xuống vách đá hoặc chạy xuống sông và tránh làm tổn hại đến tính mạng hoặc tài sản của con người. Chiến thuật được sử dụng để làm cho bầy đàn chạy vào đường chạy của chính nó gồm việc bắn một khẩu súng lục, tạo ra tiếng ồn để làm cho con đầu đàn của cuộc chạy thay đổi hướng chạy.

## Người chạy tán loạn và giẫm đạp
Các vụ giẫm đạp thường xảy ra trong các cuộc hành hương tôn giáo và các sự kiện giải trí lớn, vì chúng có xu hướng liên quan đến đám đông dày đặc, với những người bị bao vây chặt chẽ ở mọi phía. Con người bị giẫm đạp và đè bẹp cũng xảy ra trong các giai đoạn hoảng loạn (ví dụ như để đối phó với một vụ cháy hoặc vụ nổ) khi mọi người đều cố gắng để thoát khỏi khu vực nguy hiểm.